# Речани
Вижте пояснителната страница за други значения на Речани.
Речани е село в Южна България. То се намира в община Смолян, област Смолян.

## География
Село Речани се намира в планински район, на югозапад от Арда, отвъд хълмовете на Могилата и Курбанище. Разположено е в малка седловина в подножието на Кадор връх. До селото се стига по асфалтиран път, който продължава към селата Алиговска и горната част на Гудевица. Има покритие на всички мобилни оператори. В селото има семеен хотел и къща за почивка.